# Ninurta
Ninurta, Inurta ou Ninguirsu era o deus dos combates no tempo dos sargônidas na mitologia Suméria ; consideram-no, os estudiosos, um deus emigrado da religião naturista. 

## Mitologia
Nos arcaicos tempos sumérios, era o senhor de Guirsu, o quarteirão sagrado de Lagas, quando desempenhava o papel de deus da fertilidade, presidindo as cheias dos rios que traziam a abundância do adubo que permitia a prática da agricultura. Na época assíria, seus símbolos eram armas mas já tinham sido uma charrua.
Na figura de Ninurta se confundem muitas outras divindades: Insusinaque, o deus de Elão, Zababa, o deus de Quis e muitos outros. Assim como se confundem vários deuses consigo, também lhe atribuem uma poligamia pois, ora é esposo de Babu, ora de Gula, divindades diferentes que presidiam a saúde dos homens.

## Família
Enlil deus do ar segundo praticamente todos os textos sumerios é seu pai como diz o Hino a Ninurta - Ninurta C
Ninlil deusa do ar segundo praticamente (com exceções) todos os textos sumérios é sua mãe como diz também o Hino a Ninurta ‐ Ninurta C
Seguindo essa linha de raciocínio Nanna deus da Lua seria seu irmão por ser filho também de Enlil e Ninlil como diz A Jornada de Nanna-Suen a Nibru

## Sucessor de Enlil
Após o Grande Dilúvio de Enlil, os deuses segundo Utanapistim ficaram completamente irado com Enlil pois teria destruído a humanidade como diz a deusa Inana/Ishtar em juramento:
Quando os deuses sentiram o doce cheiro que dali emanava, eles se juntaram como moscas sobre o sacrifício. Finalmente, então, Ishtar também apareceu; ela suspendeu seu colar com as jóias do céu, feito por Anu para lhe agradar. 'Oh, vós, deuses aqui presentes, pelo lápis-lazúli que circunda meu pescoço, eu me lembrarei destes dias como me lembro das jóias em minha garganta; não me esquecerei destes últimos dias. Que todos os deuses se reúnam em torno do sacrifício; todos, menos Enlil. Ele não se aproximará desta oferenda, pois sem refletir trouxe o dilúvio; ele entregou meu povo à destruição.'
Então nessa linha de raciocínio após ele vencer Anzu, Asag e a Tartaruga de Enki ele retorna a Nibru e teria sido coroado como diz diversos textos mas como exemplo o Šir-namšub para Ninurta